# Leora Rivlin
Pour les articles homonymes, voir Rivlin.
Leora Rivlin née le 18 novembre 1944 à Tel-Aviv est une actrice de théâtre, de cinéma et de télévision israélienne.

## Biographie
Leora Rivlin étudie à l'Académie de musique et d'art dramatique de Londres.
Lors de sa carrière, elle remporte le prix de Academy Award de la Télévision, le prix du théâtre israélien et le prix Ophir du cinéma.
En 2017, elle joue au théâtre de la colline Tous des oiseaux de Wajdi Mouawad
Elle est la mère du policier Danny dans la série  télévisée Hashoter Hatov diffusé sur Netflix.

## Prix et distinction
2013 prix Ophir
2015 prix du théâtre israélien
2018 Academy Award de la télévision